# Parafia św. Teresy od Dzieciątka Jezus w Aleksandrowie
Parafia św. Teresy od Dzieciątka Jezus w Aleksandrowie – jedna z 10 parafii rzymskokatolickich dekanatu sienneńskiego diecezji radomskiej.

## Historia
Mieszkańcy Aleksandrowa Dużego skierowali w 1930 pismo do biskupa sandomierskiego, w którym prosili o utworzenie nowej parafii. Poparcia udzielił ks. Teofil Ździebłowski, proboszcz parafii Sienno, który ostrzegał przed infiltracją tych terenów przez hodurowców. Rozumiejąc wagę sytuacji biskup skierował ks. Stefana Nadolskiego do tworzenia parafii w Aleksandrowie Dużym. W połowie roku 1930 powstała tam prowizoryczna kaplica. Parafia została erygowana 20 kwietnia 1933 przez bp. Włodzimierza Jasińskiego z wydzielonych wiosek parafii Sienno i Lipsko. Kościół pierwotny spłonął 19 kwietnia 1952. Wtedy wybudowano tymczasową kaplicę drewnianą. Obecny kościół powstał staraniem ks. Józefa Nowickiego w latach 1952–1969 według projektu arch. inż. Tomanka i Pieńkowskiego z Warszawy. Konsekracji kościoła dokonał bp Walenty Wójcik w 1969. Kościół jest murowany z kamienia, dach ma pokryty blachą dachówkową.

## Zasięg parafii
Do parafii należą wierni z miejscowości: Aleksandrów Duży, Długowola, Józefów, Maruszów, Osówka, Stara Osówka, Nowa Osówka, Wygoda, Zapusta.

## Proboszczowie
- 1945–1956 – ks. Stanisław Janik
- 1956–1961 – ks. Józef Nowicki
- 1961–1962 – ks. Jan Rzyczkowski
- 1962–1970 – ks. Franciszek Rosłaniec
- 1970–1975 – ks. Józef Suligowski
- 1975–1979 – ks. Kazimierz Szary
- 1979–1982 – ks. Józef Węglicki
- 1982–1999 – ks. Stanisław Zarzycki
- od 1999 – ks. Leszek Bielecki